# Klousseh Agbozo
Klousseh Agbozo (ur. 26 czerwca 1994 w Lomé) – togijski piłkarz grający na pozycji środkowego obrońcy. Od 2023 roku jest zawodnikiem klubu Al-Quwa Al-Jawiya.

## Kariera klubowa
Swoją piłkarską karierę Agbozo rozpoczął w klubie Swallows Lomé. W sezonie 2014 zadebiutował w jego barwach. W latach 2016–2020 grał w Dynamic Togolais. W 2020 przeszedł do tunezyjskiego Olympique Béja. Wiosną 2022 był wypożyczony do libijskiego Al-Ahly Trypolis, z którym wywalczył wicemistrzostwo Libii. W sezonie 2022/2023 ponownie grał w Olympique, z którym zdobył Puchar Tunezji. W 2023 został zawodnikiem irackiego Al-Quwa Al-Jawiya.

## Kariera reprezentacyjna
W reprezentacji Togo Agbozo zadebiutował 28 lipca 2019 roku w zremisowanym 0:0 meczu Mistrzostw Narodów Afryki 2020 z Beninem, rozegranym w Porto-Novo.